# Circondario di Salò
Il circondario di Salò era uno dei circondari in cui era suddivisa la provincia di Brescia.

## Storia
Il circondario fu creato come suddivisione della provincia di Brescia a seguito del decreto Rattazzi e in virtù dell'annessione della Lombardia al Regno di Sardegna (dal 1861, Regno d'Italia.
Nel 1911 il censimento stabilì che l'ammontare della popolazione complessiva del circondario era pari a 73.829 residenti, dei quali solo 70.079 presenti, a dimostrazione dell'incidenza della grande emigrazione dei primi anni del secolo. L'ultimo censimento prima dell'abolizione (1921) faceva ascendere i presenti a 72.696.
Il circondario di Salò venne soppresso nel 1926 e il territorio assegnato al circondario di Brescia.

## Geografia antropica

### Suddivisioni amministrative
Nel 1863, la composizione del circondario era la seguente:
- mandamento I di Bagolino
  - comune di Bagolino
- mandamento II di Gargnano
  - comuni di Gargnano; Limone San Giovanni; Maderno; Tignale; Toscolano; Tremosine
- mandamento III di Preseglie
  - comuni di Agnosine; Barghe; Bione; Odolo; Preseglie; Provaglio di Sopra; Provaglio di Sotto; Sabbio[4]
- mandamento IV di Salò
  - comuni di Burago Riviera; Cacavero; Castrazzone; Degagna; Gardone Riviera; Gavardo; Goglione Sopra; Goglione Sotto; Manerba; Moscoline; Paitone; Polpenazze; Portese; Prandaglio; Puegnago; Raffa; Salò; San Felice di Scovolo; Soiano; Sopraponte; Soprazocco; Vallio; Villanuova sul Clisi; Vobarno; Volciano
- mandamento V di Vestone
  - comuni di Alone; Anfo; Avenone; Bel Prato; Casto; Comero; Hano; Idro; Lavenone; Levrange; Livemmo; Mura; Navono; Nozza; Ono Degno; Presegno; Treviso; Vestone